# آهارون ایپاله
آهارون ایپاله (انگلیسی: Aharon Ipalé؛ ۲۷ دسامبر ۱۹۴۱ – ۲۷ ژوئن ۲۰۱۶) که نام‌خانوادگی‌اش در گویش آمریکایی «ایپالِـی» تلفظ می‌شود، بازیگر اهل اسرائیل و ایالات متحده آمریکا بود.
از فیلم‌ها یا مجموعه‌های تلویزیونی که وی در آن‌ها نقش داشته است، می‌توان به موسی قانون‌گذار، بازگشت مومیایی، جنگ چارلی ویلسون، پسر پلنگ صورتی، ایشتار، کنکورد … فرودگاه ۷۹، گزینه نهایی، چشم بیوه و ویولن‌زن روی بام اشاره نمود.